# Prnjavor (Gornji Milanovac)
Pour les articles homonymes, voir Prnjavor.
Prnjavor (en serbe cyrillique : Прњавор) est un village de Serbie situé dans la municipalité de Gornji Milanovac, district de Moravica. Au recensement de 2011, il comptait 131 habitants.

## Démographie

### Évolution historique de la population
| 1948 | 1953 | 1961 | 1971 | 1981 | 1991 | 2002 | 2011 |
| ---- | ---- | ---- | ---- | ---- | ---- | ---- | ---- |
| 288  | 240  | 218  | 174  | 153  | 166  | 107  | 131  |

|  |